# Pinguicula oblongiloba
Pinguicula oblongiloba är en tätörtsväxtart som beskrevs av A. Dc.. Pinguicula oblongiloba ingår i släktet tätörter, och familjen tätörtsväxter. Inga underarter finns listade i Catalogue of Life.